# Stukgoed

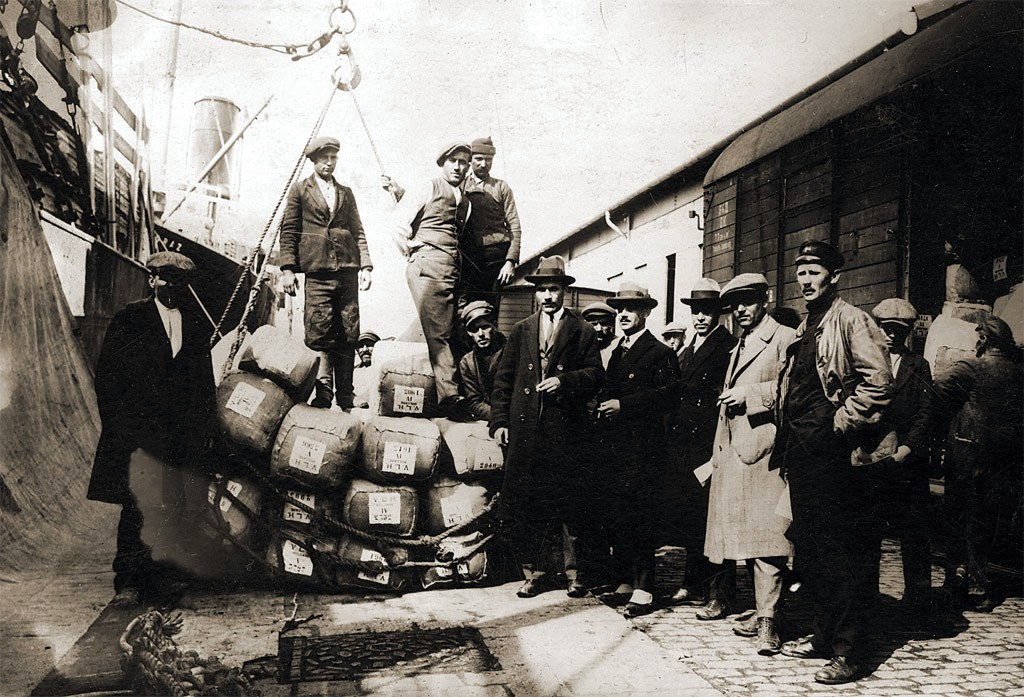
Vracht van boord, anno 1920

Stukgoed zijn goederen waarvan de hoeveelheid niet naar maat of gewicht maar per stuk worden opgegeven. Dit in tegenstelling tot stortgoed of bulkgoederen. Stukgoederen worden vervoerd in kisten, kratten, vaten of balen. Een voorbeeld is auto's. Deze worden niet op elkaar gestapeld in een container, maar stuk voor stuk op een schip gereden.
In de eerste helft van de twintigste eeuw was het vervoeren van lading per stuk nog de meest populaire manier. Sinds de late jaren 1960 worden er echter veel minder stukgoederen vervoerd, door de concurrentie van zowel bulkschepen als containerschepen. Deze schepen zijn economisch veel efficiënter, doordat het laden en lossen van die types schepen veel minder tijd in beslag neemt.

## Voor- en nadelen
Het allergrootste nadeel aan breakbulkschepen, schepen die stukgoederen vervoeren, is dat het laad- en losproces heel arbeidsintensief is. Schepen lagen weken in de haven, en brachten rond de jaren '60 zelfs 2/3 van hun tijd in de haven door. Dit zorgde ervoor dat de kostprijs voor de goederenbehandeling een aandeel van 25% voor de totale prijs van het verschepen van de goederen omvatte. De teloorgang van de breakbulkschepen begon met de bulkschepen en de tankers, die het verschepen van vaten en zakken onnodig maakten. Vanaf het einde van de jaren '50 begon het containerschip aan zijn opmars, met in 1956 de eerste trans-Atlantische reis door een containerschip die naam waardig, de Ideal X. In 2014 bedroeg de tonnenmaat van alle breakbulkschepen 5% van de totale tonnenmaat van de wereldvloot, tegenover 35,1% voor bulkschepen, 30,5% voor tankers en 17,7% voor containerschepen.
Waar breakbulkschepen wél een voordeel hebben, is in gebieden waar de haventerminals niet zo goed uitgerust zijn als in de geïndustrialiseerde landen. In deze landen zijn de arbeidskosten ook relatief laag, en wordt het zeer voordelig om breakbulkschepen te gebruiken. Het enige wat een breakbulkschip immers nodig heeft om te laden en te lossen, is een kaai om aan aan te meren, dokwerkers en een magazijn om de goederen in op te slaan. Een kraan is altijd gewenst, maar veel moderne breakbulkschepen zijn voorzien van eigen kranen. Een bijkomend voordeel aan een breakbulkschip is dat ze gewoonlijk kleiner zijn dan het gemiddelde containerschip of bulkschip, waardoor ze in havens kunnen komen waar die schepen te groot voor zijn.